# جون غامبل كيركوود
جون غامبل كيركوود (بالإنجليزية: John Gamble Kirkwood)‏ (و. 1907 – 1959 م) هو كيميائي، وفيزيائي، وأستاذ جامعي من الولايات المتحدة الأمريكية .
وكان عضواً في الأكاديمية الوطنية للعلوم، والأكاديمية الأمريكية للفنون والعلوم .
توفي في نيو هيفن (كونيتيكت) ، عن عمر يناهز 52 عاماً.

## التعليم
تعلم في معهد كاليفورنيا للتقنية، وجامعة شيكاغو

## مناصب وهيئات
أدار جامعة كورنيل، وجامعة ييل، ومعهد كاليفورنيا للتقنية، وجامعة شيكاغو، وجامعة لايدن.

## جوائز
حصل على جوائز منها:
- ACS Award in Pure Chemistry [الإنجليزية]‏ (1936)
- جائزة إرفينغ لانغموير [الإنجليزية]‏ (1936).